# Густав Бікелес
Гу́став Бі́келес (нім. Gustaw Bikeles; 1 вересня 1861, Львів — 4 листопада 1918, там само) — австрійський нейрофізіолог і невролог, професор Львівського університету.

## Біографічні дані
Густав Бікелес народився у Львові. Вивчав філософію в Університеті Фрідріха Вільгельма в Берліні, а тоді медицину у Віденському університеті. Його науковими керівниками були Ріхард фон Крафт-Ебінґ та Генріх Оберштайнер. 1890 року здобув диплом медика. Працював лікарем у Відні (1890—1894), провадив приватну неврологічну практику у Львові (1894—1900). З 1900 року — у Львівському університеті. 1901 року габілітувався й став приват-доцентом. У 1907—1918 роках обіймав посаду завідувача кафедри неврології і психіатрії у Львівському університеті. 1906 року став надзвичайним професором. У 1913 році — звичайним професором. Під час Першої світової війни, коли російські війська зайняли Львів, Бікелес перебрався до Відня, де працював невропатологом. Після поразки Росії повернувся до Львова й, попри війну та майже цілковиту втрату слуху, працював в університеті. 4 листопада 1918 року, коли тривали бої за Львів між українським та польським військом під час Польсько-української війни, Густав Бікелес трагічно загинув від вогнепальної рани в голові. Похований на Личаківському цвинтарі. Спогади про Густава Бікелеса опублікували Казімеж Ожеховський, Адольф Бек і Еуфемій Герман.

## Наукова діяльність
Розпочавши наукову кар'єру у Відні, Густав Бікелес досліджував, зокрема, зміни в центральній нервовій системі після контузії. Один із перших спостеріг, що наслідком контузії може стати енцефаломаляція та нейродегенерація в головному мозку та спинному мозку, далеко від місця ураження. Густав Бікелес досліджував нервові розлади, зокрема нейродегенеративні хвороби, як-от розсіяний склероз. Один із перших неврологів спостеріг запальні зміни в центральній нервовій системі під впливом цієї хвороби. Понад те, констатував, що такі зміни передусім стосуються мієлінової оболонки, де вони з'являються раніше та ширше, ніж аксони. Це спостереження стало важливим аргументом у дискусії про органічні та функціональні патогенетичні механізми посттравматичних неврозів. Співпрацював з С. Корнфельдом, А. Ясінським, Йозефом Герстманном й Адольфом Беком, спільно з яким провадив експерименти на собаках, котах і кроликах для дослідження нервової тканини за допомогою електричних сигналів. Разом вони стимулювали різні частини нервової системи й записували біоелектричні потенціали. Цей метод допомагав визначати взаємозв'язки кори головного мозку й кори мозочка, сенсорні функції мозочка, збудливість його кори, досліджувати різні типи рефлексів. Зокрема, ці два науковці з'ясували, що деякі рефлекси зберігаються й після пошкодження кори головного мозку й/або розриву спинного мозку, й спростували гіпотезу німецького невролога Германа Мунка, про те, що організація аферентних нервів, які містяться у спинному мозку, різна для кожного суглоба кінцівки. Крім того, Бікелес досліджував розподіл сенсорних шляхів у спинному мозку, аналізуючи рефлекторну регуляцію артеріального тиску та інші рефлекси після пошкодження різних ділянок центральної та периферичної нервової системи. Він описав перехрещені шляхи аксонів і сенсорних нейронів у спинному мозку. Також виявив, що трофічні зміни нейронів залежать не тільки від розриву нерва та висічення гангліїв, а поновлення функції нерва після травми може залежати від механізмів, не пов'язаних із нервовою тканиною як такою.
Бікелес уперше описав симптом, який виникає, коли пацієнт витягує вгору й назад руку з до решти зігнутим ліктем. Розгинання ліктя викликає опір і біль, коли в пацієнта менінгіт або неврит плечового сплетення. Це симптом Бікелеса.
До сфери досліджень Бікелеса належали також мікроанатомія та гістофізіологія нервової системи, локалізація рухових і сенсорних центрів спинного мозку, моделювання епілептичних нападів дією електричного струму, тромбоз церебральних артерій, зв'язок між потовиділенням і неврологічними хворобами, неврологічна казуїстика.
Одним із його учнів був Еуфемій Герман, що відгукнувся про свого вчителя як уособлення науковця з надзвичайною працьовитістю й скромністю, для якого життя починалося й закінчувалося наукою.

## Наукові праці
- Die Thätigkeit der Grosshirnrinde bei der Reproduction und Hallucination. Centralbl. f. Physiol. 6, ss. 832—837 (1892/93)
- Kornfeld S, Bikeles G. «Ein Fall von Chloroformismus». Wien. klin. Wchnschr. 6, s. 64 (1893)
- «Zur pathologischen Anatomie der Hirnund Rückenmarkserschütterung». Arb. a. d. Inst., f. Anat. u. Physiol. d. Centralnervensyst. an d. Wien. Univ. 3, ss. 102—118 (1895)
- «Zur pathologischen Anatomie der Hirn- und Rückenmarkschütterung». Arb Ins Anat Physiol CNS Wien Univ 3:102-18 (1895)
- «Ein Fall von multipler Sclerose mit subacutem Verlaufe». Arb Ins Anat Physiol CNS Wien Univ 3:119-122 (1895)
- «Przyczynek do wyjaśnienia sprawy wznowienia funkcji w uszkodzonym nerwie» // Przegląd lekarski. 1897
- «Przyczynek do nauki o nerwach odżywczych» // Przegląd lekarski. 1898 (співавтор)
- «O lokalizacyi dróg dośrodkowych (czuciowych) w rdzeniu pacierzowym psa i królika, w wysokości górnej części lędźwiowej i dolnej piersiowej oraz badania nad anatomią i czynnością szarej substancyi». Kraków: Akademia Umiejętności, 1898
- Bikeles G, Jasiński A. «Przyczynek do nauki o nerwach odżywczych (troficznych)». Kraków, 1898
- «Thrombose der Arteria cerebri anterior». Neurol. Centralbl. 18, ss. 443—447 (1899)
- Degenerationsbefunde bei einem Falle von Myelitis acuta. Neurologisches Centralblatt 19, ss. 146—149 (1900)
- Zur Kenntniss des Symptomencomplexes bei disseminirter Hinter-Seitenstrangerkrankung (auf Grund von Befunden in einem Fall von Meningo-Myelitis probabil. luetica) (1901)
- «Zum Ursprung des dorso-medialen Sacralfeldes». Neurologisches Centralblatt 20, 2, ss. 53–55 (1901)
- «Ein Fall von oberflächiger Erweichung des Gesammtgebietes einer Arteria fossae Sylvii». Neurologisches Centralblatt 20, 7, ss. 296—300 (1901)
- «Die sensible und motorische Segmentlocalisation für die wichtigsten Nerven des Plexus brachialis» (1903)
- «Anatomische Befunde nach Durchquetschung von Rückenmarkswurzeln beim Hunde». Neurologisches Centralblatt 22, ss. 248—253 (1903)
- «Zur Frage der Regeneration im Rückenmark». Neurol. Centralbl. 23, s. 559 (1904)
- «Die Lokalisation im Rückenmark für motorische Nerven der vorderen und hinteren Extremität, vorzüglich heim Affen (Cercopithecus) (im Vergleich mit Befunden am Hund und teilweise auch an der Katze)» (1905)
- «Zur Lokalisation im Rückenmark» (1905)
- «O umiejscowieniu ruchowem w rdzeniu pacierzowym dla nerwów kończyny przedniej i tylnej u małpy Cercopithecus z uwzględnieniem wyników, otrzymanych u psa, a po części i u kota». Gazeta Lekarska 40 (46, 47), ss. 1133—1136, 1168—1172 (1905)
- "Zur Herkunft der sensiblen Nervenfasern der Quadricepssehne und der Achillessehne beim Hun"d (1906)
- "Über das Verhalten des proximalsten (extramedullären and -pialen) Teiles der hinteren Wurzeln bei Degeneration und Regeneratio"n. Neurologisches Centralblatt (1907)
- «Über den (radikulären) Verlauf des centripetalen Teiles einer Anzahl von Reflexbogen, besonders von Reflexen des untersten Rückenmarksabschnittes». Arb. a. d. neurol. Inst. a. d. Wien. Univ. 15, ss. 52-70 (1907)
- «O odruchach najniższej części (stożka) rdzenia pacierzowego». Lwowski tygodnik lekarski 2 s. 621 (1907)
- "Rückenmarksbefunde a) nach Nervenkreuzung und b) nach Nervenpfropfun"g. Neurol. Centralbl. 27, s. 450 (1908)
- «Physiologische Untersuchungen, betr. Reflexbahnen in der grauen Substanz des Rückenmarks» (1909)
- «Einige Beobachtungen über Reflexerscheinungen am Hintertier» (1909)
- «Zur Kenntnis der retrograden Veränderungen nach Durchschneidung vorderer (event anch hinterer) Wurzeln» (1910)
- Beck A, Bikeles G (1910). «Zur Lehre Munk's über Beginn und Reihenfolge in der Ausbreitung der Bewegungen bei Rückenmarkreflexen, wie bei Tätigkeit der sogenannten 'Prinzipalzentren'». Arch. Ges. Physiol. 135: 45–58
- Beck A, Bikeles G. «O ruchach odruchów rdzeniowych i ruchach ogólnych (pryncypalnych według Munka)». Kraków: Akademia Umiejętności, 1910
- «Die sogenannten Berührungsreflexe Munk's und die reflektorische Zehenbeugung bei Reizung der Fusssohle» (1910)
- «Versuche über die gegenseitige funktionelle Beeinflussung von Gross- und Kleinhirn» (1911)
- «Die Ausbreitung des Reflexbogens im Rückenmark festgestellt vermittels Untersuchung der Aktionsströme» (1911)
- Beck A, Bikeles G (1911). «Versuche über die gegenseitige funktionelle Beeinflussung von Gross- und Kleinhirn». Pflüg Arch Gesamte Physiol 143:283-295
- Beck A, Bikeles G (1911). «Versuche über die sensorische Funktion des Kleinhirnmittelstrücks» (Vermis). Pflüg Arch Gesamte Physiol 143:296-302
- Beck A, Bikeles G (1912). «Zur Frage der Erregbarkeit der Kleinhirnrinde». Zbl Physiol 25:1066-1067
- «Über Erregbarkeit der Grosshirnrinde und Auslösbarkeit von Rindenepilepsie unter Einfluss von Schlafmitteln wie nach Verabreichung grösserer Bromgaben» (1914)
- Bikeles G, Gerstmann J. «Über die vermehrte Schweissabsonderung auf der gelähmten Seite (nach Pilokarpininjektion) bei kortikalen Läsionen». Neurologisches Centralblatt 34, ss. 770—773 (1915)
- «Bemerkung über ein event. Analogon zum Kernigschen (und Lasègueschen) Phänomen an der oberen Extremitäten». Neurol Cbl 36:407 (1917)